# Hispanoscope
Hispanoscope fue un sistema de cine en pantalla panorámica creado en España entre 1954 y 1956 por Ángel Pérez Palacios y Aurelio Lerroux para competir con el sistema CinemaScope. Fue utilizado en dos cortometrajes y seis largometrajes. Además, se utilizó para reestrenar varias películas adaptando la imagen al nuevo formato.

## La creación
En 1953 20th Century Fox lanzó el sistema CinemaScope de pantalla ancha para ofrecer al público un producto con el que la televisión no podía competir. Las peculiaridades —y defectos— del nuevo sistema influyeron en el lenguaje cinematográfico empleado a partir de entonces. El 7 de mayo de 1954 se estrenó en el Palacio de la Música de Madrid el filme La túnica sagrada, que descubrió al público español el nuevo sistema de pantalla panorámica. Es entonces cuando Ángel Pérez Palacios y Aurelio Lerroux —que habían estado estudiando acerca de los microfilmes— deciden reorientar su investigación hacia las lentes anamórficas con el fin de crear un sistema alternativo al de Fox. En noviembre de 1954 registran la patente de un sistema de objetivos anamórficos que permite grabar imágenes y en octubre de 1955 patentan un sistema óptico anamórfico que permite proyectar dichas imágenes.

## Las películas
En primer lugar, los dos inventores llegaron a un acuerdo con NO-DO para realizar dos cortometrajes documentales en color. Tras esa experiencia, pasaron al largometraje de ficción contratando con Pecsa Films la filmación de una película titulada No estamos solos. Pese a que el filme se rodó en blanco y negro, que el uso de la tecnología nacional no supuso mayores ayudas oficiales y que el rodaje fue muy accidentado, el resultado fue comercialmente exitoso. Ello llevó a realizar una nueva película con el mismo director —Miguel Iglesias— nuevamente con Pecsa Films: Los ojos en las manos. En ambos casos, la no utilización del color restó espectacularidad al resultado.
Ya en Eastmancolor Iglesias rodó Su desconsolada esposa, adaptación de una conocida comedia teatral, con lo que se convierte en el director español más especializado en el uso del nuevo formato panorámico. La productora Imperial Films contrata con Hispanoscope la realización de Cuando el valle se cubra de nieve, que utiliza el sistema Agfacolor para reflejar la belleza de los Pirineos. Similar aliciente tendrá la plasmación del macizo de Montserrat en Cumbres luminosas, rodada con el mismo sistema de color.
La última producción en Hispanoscope fue La copla andaluza, una adaptación del espectáculo creado por Quintero y Guillén en 1929. Jerónimo Mihura fue el encargado de rodar la grabación en vivo de la obra. A pesar de contar con la colaboración de Chapalo Films, productora del prestigioso director José Luis Sáenz de Heredia, la clasificación administrativa fue paupérrima, lo que conllevó el fracaso de la película.
Hispanoscope cobraba a la productora un precio inferior al de las casas extranjeras: 150.000 pesetas. A cambio proporcionaba en régimen de alquiler para la filmación de la película tres objetivos anamórficos de 50, 75 y 100 milímetros adaptables a cualquier cámara estándar de 35 mm.

## Las adaptaciones
En enero de 1955 Lerroux y Pérez Palacios habían patentado un procedimiento para la obtención de películas en formato panorámico a partir de películas filmadas con el procedimiento tradicional. El objetivo es reconvertir a películas de formato normal en películas que se puedan proyectar con el formato de moda, disfrutando así de una nueva vida. Sin embargo, la conversión exige una mutilación de la imagen, bien por la parte superior, bien por la inferior, o por ambas a la vez.
La primera experiencia se realiza con Ronda española, película de Ladislao Vajda estrenada en 1951 para promocionar los Coros y Danzas de la Sección Femenina de FET y de las JONS. Posteriormente se recurre a la nostalgia de los espectadores para reestrenar en el nuevo formato grandes éxitos de la década anterior, como El escándalo, con gran promoción publicitaria y honores de estreno en tres cines de Madrid. En el caso de El capitán Veneno se invierte en los créditos el orden de las estrellas protagonistas poniendo el nombre de Sara Montiel antes que el de Fernando Fernán Gómez para utilizar el éxito de la actriz tras El último cuplé (Juan de Orduña, 1957). La última película en ser reestrenada con este formato es la única en color: Garbancito de la Mancha, primer largometraje de animación en color realizado en Europa. Aunque fue realizado con el sistema de Dufaycolor, en su reestreno el 23 de mayo de 1961 se anuncia como rodado con Eastmancolor. La escasa utilización del color —había pocas películas rodadas en color en la España de la época— limitó el éxito de la reconversión.

## Repercusión
Lerroux y Pérez Palacios presentaron su invento en el Salón Internacional de Inventores de Bruselas de 1957, año en el que España participaba por primera vez. Allí recibieron una medalla de oro por su «nuevo sistema de objetivos anamórficos para fotografía y cinematografía». Tras ese éxito fueron recibidos por el general Franco en el Palacio de El Pardo. Y posteriormente participaron en unas sesiones de investigación que tuvieron lugar en la sede de la Organización Sindical. Sin embargo, este reconocimiento oficial no se tradujo en mayores subvenciones para las películas rodadas en Hispanoscope, a diferencia de lo que había ocurrido unos años antes con las que se rodaron en Cinefotocolor.
A la falta de apoyo económico oficial hay que unir la escasa calidad de las películas rodadas con el nuevo sistema. Además, varias de ellas fueron filmadas en blanco y negro, con lo que se desaprovechaba la espectacularidad de la pantalla ancha. Por el contrario, 20th Century Fox decidió desde un principio que todas sus películas rodadas en Cinemascope fueran en color.
En cuanto a las adaptaciones al nuevo sistema de películas rodadas con el formato tradicional, la mayoría eran en blanco y negro y, además, la "adaptación" implicaba cortar parte de la imagen, bien por la parte superior, bien por la inferior, o por ambas. Por último, la competencia del Techniscope —un sistema de pantalla panorámica más económico— limitó sus opciones. El resultado fue que el Hispanoscope dejó de utilizarse al cabo de unos pocos años.

## Películas rodadas en Hispanoscope
- Reales sitios (Francisco Centol, 1956), cortometraje en color.
- Historia y cultura (Francisco Centol, 1956), cortometraje en color.
- No estamos solos (Miguel Iglesias, 1956), en blanco y negro.
- Los ojos en las manos (Miguel Iglesias, 1956), en blanco y negro (película perdida).
- Cuando el valle se cubra de nieve (José Luis Pérez de Rozas, 1957), en Agfacolor.
- Cumbres luminosas (Josè Fogués, 1957), en Agfacolor.
- Su desconsolada esposa (Miguel Iglesias, 1957), en Eastmancolor.
- La copla andaluza (Jerónimo Mihura, 1959), en Eastmancolor.

## Películas reestrenadas en Hispanoscope
- El escándalo (José Luis Sáenz de Heredia, 1943).
- Garbancito de la Mancha (Arturo Moreno, 1945).
- Mariona Rebull (José Luis Sáenz de Heredia, 1947).
- El capitán Veneno (Luis Marquina, 1950).
- Ronda española (Ladislao Vajda, 1951).
- Calabuch (Luis García Berlanga, 1956).